# Deildedalen
Das Deildedalen (norwegisch für Grenztal) ist ein kleines, sich nach Norden öffnendes und zum Teil mit Eis angefülltes Tal im ostantarktischen Königin-Maud-Land. Es liegt zwischen dem Berg Deildenapen und einem westlich davon gelegenen Massiv in der Östlichen Petermannkette des Wohlthatmassivs.
Entdeckt und kartiert wurde das Tal bei der Deutschen Antarktischen Expedition 1938/39 unter der Leitung des Polarforschers Alfred Ritscher. Eine erneute Kartierung anhand von Luftaufnahmen und Vermessungen sowie die Benennung erfolgten bei der Dritten Norwegischen Antarktisexpedition (1956–1960). Benennungshintergrund ist ein Geist aus der norwegischen Sagenwelt, der durch Verlegung von Grenzsteinen die Aufteilung von Grundbesitz unrechtmäßig ändert.